# Campeonato Sergipano de Futebol de 1958
O Campeonato Sergipano de Futebol de 1958 foi a 35º edição da divisão principal do campeonato estadual de Sergipe. O campeão foi o Santa Cruz que conquistou seu 3º título na história da competição.

## Premiação
| Campeonato Sergipano de 1958      |
| Estância                          |
| --------------------------------- |
| Santa Cruz Tricampeão (3º título) |